# Kustgökstekel
Kustgökstekel (Evagetes proximus) är en stekelart som först beskrevs av Anders Gustav Dahlbom 1845.  Kustgökstekel ingår i släktet Evagetes, och familjen vägsteklar. Enligt den finländska rödlistan är arten starkt hotad i Finland. Arten är reproducerande i Sverige. Artens livsmiljö är åsmoskogar.